# Lymantria marwitzi
Lymantria marwitzi är en fjärilsart som beskrevs av Grumb. 1907. Lymantria marwitzi ingår i släktet Lymantria och familjen tofsspinnare. Inga underarter finns listade i Catalogue of Life.